# 24Corren
24Corren är en lokal TV-kanal från Östgöta Correspondenten. Kanalen sänds utan kryptering i Linköpingsområdet.